# Kaylyn Kyle
Pour les articles homonymes, voir Kyle.
Kaylyn Kyle , née le 6 octobre 1988 à Saskatoon en Saskatchewan, est une joueuse de football (de soccer) canadienne évoluant au poste de milieu de terrain offensif. Elle joue pour le Seattle Reign FC et est membre de l'Équipe du Canada de soccer féminin (101 sélections en date du 28 août 2015).  
Kyle est également ambassadrice de l'organisation humanitaire Right To Play.

## Biographie
Kyle a six ans quand elle commence à jouer au soccer pour les Rangers Silverwood. Kyle est nommée joueuse juvénile de l'année par l'Association de soccer de la Saskatchewan en 2004, 2005 et 2006. 

### Carrière en club

#### SIC
En 2006, Kyle joue pour les Huskies de l'Université de la Saskatchewan évoluant dans le championnat universitaire canadien (le SIC, Sport interuniversitaire canadien). 

#### W-League
Après son université, de 2006 à 2009, Kyle enfile le maillot des Whitecaps de Vancouver. En 2006, elle remporte le Championnat de la W-League avec les Whitecaps. En 2009, elle est prêtée par les Whitecaps au club du Piteå IF ladies, dans la Damallsvenskan (championnat suédois). En 2010, elle est de retour avec les Whitecaps et aide l'équipe à  remporter le titre de la Conférence Ouest et à participer au Final Four de la W-League.

#### NWSL
Le 11 janvier 2013, elle est mise à disposition du Seattle Reign FC, jouant dans la nouvelle National Women's Soccer League.

### Carrière en sélection nationale
Kyle joue pour les équipes nationales du Canada des moins de 17 ans de 2004 à 2005 puis des moins de 20 ans de 2005 à 2008. Elle participe aux Coupes du monde féminine de la FIFA U-20 de 2006 et de 2008.
En 2008, Kyle fait ses débuts avec l'équipe nationale senior du Canada lors d'une défaite 4-0 face aux États-Unis. Elle participe aux trois matchs du Canada lors de la Coupe du monde féminine 2011. 
En janvier 2012, Kyle aide précieusement le Canada au tournoi de qualification pré-olympique de la Concacaf en marquant deux buts. Elle est retenue avec l'équipe canadienne pour disputer le Tournoi féminin des Jeux Olympiques de 2012. En 2015, elle est sélectionnée pour disputer la Coupe du monde et participe aux cinq matchs du Canada, dont un comme titulaire.

## Palmarès

### En équipe nationale
- Médaille d'or aux Jeux panaméricains 2011
- Médaille d'or lors du Championnat féminin de la CONCACAF 2010

### En club

#### Vancouver Whitecaps
- Vainqueur du championnat de la W-League : 2006
- Finaliste au Final Four : 2010, 2011
- Championnat de conférence : 2006, 2010
- Championnat de division : 2006, 2010